# Megan Barker
Megan Barker (* 15. August 1997 in Cardiff) ist eine britische Radsportlerin, die auf Straße und auf Bahn aktiv ist.

## Sportlicher Werdegang
Megan Barker ist das jüngste vier Geschwistern; die Radsportlerin Elinor Barker ist ihre drei Jahre ältere Schwester. Die Mädchen begannen mit dem Sport auf dem Gelände des örtlichen Maindy Centre, auf dem sich ein Schwimmbad und eine Radrennbahn befinden. Ein Betreuer des Geraint Thomas National Velodrome of Wales erkannte das sportliche Potential der beiden. Megan Barker bestritt 2005 ihre ersten Rennen für den Verein Mandy Flyers, 2007 feierte sie ihren ersten Sieg in der Maindy Freewheelers League. 2013 errang sie ihren ersten nationalen Titel in der Kategorie „Young Girls“ mit Jessica Roberts im Zweier-Mannschaftsfahren.
2014 wurde Barker Junioren-Europameisterin in der Mannschaftsverfolgung. In den folgenden Jahren hatte sie mit gesundheitlichen Problemen zu kämpfen, so dass größere Erfolge zunächst ausblieben. 2018 errang sie jeweils Silber bei den U23-Bahn-Europameisterschaften in Zweier-Mannschaftsfahren (mit Jessica Roberts) und Mannschaftsverfolgung (mit Rebecca Raybould, Jessica Roberts und Jenny Holl). Bei den Europaspielen 2019 in Minsk holte sie mit Roberts Gold im Zweier-Mannschaftsfahren und Silber in der Mannschaftsverfolgung.
In den folgenden Wettbewerben entwickelte sich Megan Barker zu einem tragenden Mitglied des britischen Frauen-Vierers. 2023 wurde sie gemeinsam mit Katie Archibald, Josie Knight und Anna Morris und ihrer Schwester Elinor Weltmeisterin in der Mannschaftsverfolgung. Im Juli 2024 wurde sie als Ersatzfahrerin für die Olympischen Spiele in Paris nominiert.

## Erfolge

### Bahn
2014
- Junioren-Europameisterin – Mannschaftsverfolgung (mit Manon Lloyd, Emily Nelson und Grace Garner)

2018
- U23-Europameisterschaft – Zweier-Mannschaftsfahren (mit Jessica Roberts), Mannschaftsverfolgung (mit Rebecca Raybould, Jessica Roberts und Jenny Holl)
- U23-Europameisterschaft – Omnium

2019
- Europaspielesiegerin – Zweier-Mannschaftsfahren (mit Jessica Roberts)
- Europaspiele – Mannschaftsverfolgung (mit Jessica Roberts, Jennifer Holl und Josie Knight)

2021
- Weltmeisterschaft – Mannschaftsverfolgung (mit Katie Archibald, Neah Evans und Josie Knight)

2022
- Weltmeisterschaft – Mannschaftsverfolgung (mit Neah Evans, Katie Archibald, Josie Knight und Anna Morris)

2023
- Nations Cup in Milton – Mannschaftsverfolgung (mit Katie Archibald, Anna Morris, Josie Knight und Jessica Roberts)
- Weltmeisterin – Mannschaftsverfolgung (mit Katie Archibald, Elinor Barker, Josie Knight und Anna Morris)

2024
- Europameisterschaft – Mannschaftsverfolgung (mit Josie Knight, Anna Morris, Jessica Roberts und Neah Evans)
- Nations Cup in Milton – Mannschaftsverfolgung (mit Katie Archibald, Neah Evans, Josie Knight und Jessica Roberts)
- Weltmeisterin – Mannschaftsverfolgung (mit Katie Archibald, Josie Knight, Anna Morris und Jessica Roberts)

### Straße
2023
- Britische Meisterin – Kriterium